# 维尔茨县
维尔茨县（德语：Kanton Wiltz；法语：canton de Wiltz；卢森堡语：Kanton Wiltz）是卢森堡西北部的一个县，首府维尔茨市。 
在2015年卢森堡废除区之前，维尔茨县曾属于迪基希區。 

## 行政区划
维尔茨县由以下七个市镇组成： 
- 布莱德
- 叙尔河畔埃施
- 格斯多夫
- 基施佩尔特
- 拉克德拉欧特叙尔
- 维尔茨
- 温瑟勒

## 合并
- 1979年1月1日，旧市镇阿尔朗日和梅谢（均来自维尔茨县）合并为新市镇拉克德拉欧特叙尔。成立拉克德拉欧特叙尔的法律于1978年12月23日获得通过。[2]
- 2006年1月1日，旧市镇考滕巴赫与维尔沃维尔茨（均来自维尔茨县）合并为新市镇基施佩尔特。成立基施佩尔特的法律于2005年7月14日获得通过。[3]
- 2012年1月1日，旧市镇海德沙伊德与诺因豪森（均来自维尔茨县）并入市镇叙尔河畔埃施。扩张叙尔河畔埃施的法律于2011年5月31日获得通过。[4][5]
- 2015年1月1日，旧市镇埃施韦勒（来自维尔茨县）并入市镇维尔茨。扩张维尔茨的法律于2014年12月19日获得通过。[6][7]